# Vindornyafok
Vindornyafok község Zala vármegyében, a Keszthelyi járásban.

## Fekvése
Vindornyafok a Keszthelyi-fennsík nyugati szélénél a Zalai-dombságtól keletre, a Vindornya és a Gyöngyös-patak összefolyásánál található. A (Keszthely–)Karmacs–Kisgörbő–Jánosháza vonalon húzódó 7331-es út a település délnyugati szélén halad el, ebből ágazik ki a település felé a 73 163-as számú bekötőút. A leginkább Keszthely, kisebb számban Hévíz és Zalaszentgrót felől érkező buszok nagy része a falu határában áll meg, kisebb részük megy csak be a településre.

## Története
A település első említése 1358-ból való mint nemesi falu. 1508-ban a nagybirtokos Sárkány család is részt szerzett a faluból, azonban a jobbágyi rész tulajdonosa nagyrészt a Derecskei család volt. A 16. század elején a törpefalu gazdag mezőgazdasági területekkel és szőlőheggyel bírt. Azonban 1548-tól folyamatos török támadásoknak volt kitéve, így 1615-re teljesen elnéptelenedett.
1757-ben válik ismét lakottá a község, azonban a telepesekről kevés adat maradt fel. Egy 1773-as felmérés német nemzetiségűnek mondja lakosságát. A falu szerkezete nagyban hasonlított a korábbiéhoz, mivel a jobbágyok mellett kuriális nemesek lakták. Lakosai napszámosként a környező falvak szőlőseiben dolgoztak. A község a 20. századig semmilyen komolyabb változást nem mutatott, bár a 19. századtól nagyrészt a Festeticsek szerezték meg a nemesek földjeit.
A település csak nagyon későn, 1953-ban kapcsolódott az úthálózatba Karmacs községen keresztül. Ezt követően az addig is kis lakosságszámú település népessége tovább csökkent. Az 1990-es években azonban a térség gazdasági fellendülése a községre is kihatott, beindultak az infrastrukturális beruházások. A település azonban továbbra is eléggé elszigetelve él a világtól, a falusi turizmus kiépülőben van.

## Közélete

### Polgármesterei
- 1990–1994: Jencski József (független)[3]
- 1994–1998: Jencski József (független)[4]
- 1998–2002: Jencski József (független)[5]
- 2002–2006: Jencski József (független)[6]
- 2006–2010: Jencski József (független)[7]
- 2010–2014: Jencski József (független)[8]
- 2014–2015: Hág Attila (független)[9]
- 2015–2019: Hág Attila (független)[10]
- 2019–2024: Hág Attila (független)[11]
- 2024– : Hág Attila (független)[1]

A településen 2015. augusztus 16-án időközi polgármester-választást (és képviselő-testületi választást) tartottak, az előző képviselő-testület önfeloszlatása miatt. A választáson a hivatalban lévő faluvezető ellenjelölt nélkül indult el, így kétség sem fért ahhoz, hogy a voksolás eredményeként meg tudja erősíteni a pozícióját.

## Népesség
A település népességének változása:
| Lakosok száma | 123  | 120  | 123  | 114  | 127  | 115  | 114  |
|               | 2013 | 2014 | 2015 | 2021 | 2022 | 2023 | 2024 |

A 2011-es népszámlálás idején a nemzetiségi megoszlás a következő volt: magyar 70,7%, német 21,9%. A lakosok 51,6%-a római katolikusnak, 0,8% evangélikusnak, 8% felekezeten kívülinek vallotta magát (36,3% nem nyilatkozott).
2022-ben a lakosság 70,1%-a vallotta magát magyarnak, 8,7% németnek, 3,1% egyéb, nem hazai nemzetiségűnek (26% nem nyilatkozott; a kettős identitások miatt a végösszeg nagyobb lehet 100%-nál). Vallásuk szerint 48% volt római katolikus, 1,6% görög katolikus, 0,8% református, 0,8% egyéb katolikus, 9,4% felekezeten kívüli (39,4% nem válaszolt).

## Nevezetességei
- Kőkereszt (1825, klasszicista)